# Caneças
Caneças era una freguesia portuguesa del municipio de Odivelas, distrito de Lisboa.

## Geografía
Hace frontera con las freguesias de Famões y Ramada (distrito de Odivelas), Loures (distrito de Loures), Almargem do Bispo y Casal de Cambra (distrito de Sintra).

## Historia
Esta freguesia fue creada el 10 de septiembre de 1915, por desmembramiento de la freguesia de Loures, con los lugares de Caneças y Vale de Nogueira. Fue elevada a villa el 16 de agosto de 1991. En 1998 se convirtió en una de las siete freguesias que integran el nuevo municipio de Odivelas. 
La existencia de algunos vestigios árabes y la etimología de su propio nombre, sugieren que fue fundada por aquellos. En la localidad, sin embargo, se argumenta que el nombre viene de “caneca” -taza-, y que fue el rey Don Dionis quien le dio tal denominación: la leyenda relata que estando dicho rey portugués paseando por allí, pidió un poco de agua y una mujer le trajo una taza de agua fresca; muy satisfecho y agradecido, el monarca quiso que esta tierra tomara el nombre de Caneca; que más tarde pasó a Caneças.
Fue suprimida el 28 de enero de 2013, en aplicación de una resolución de la Asamblea de la República portuguesa promulgada el 16 de enero de 2013 al unirse con la freguesia de Ramada, formando la nueva freguesia de Ramada e Caneças.

## Patrimonio
Esta freguesia es también famosa por sus numerosas fuentes: “Fontainhas”, “Castanheiros”, “Piçarras”, “Passarinhos”, “Castelo de Vide”, “Fonte Velha”, “Fonte Santa” y “Fonte do Ouro”, entre las más importantes. La cercanía de Lisboa y la cualidad y abundancia de sus aguas llevaron a su comercialización, hasta el final de los años 60 (los “canecenses” vendían hortalizas, frutos, quesos, leche y especialmente, agua). Hasta mediados del siglo XIX, Lisboa no tenía mucha agua, siendo principalmente los “aguaderos” de Caneças quienes acarreaban el agua en cántaros hasta la capital portuguesa en carrozas o en galeras. 